# 코를리에
코를리에 (Corlier)는 프랑스 오베르뉴론알프 앵주의 코뮌이다. 마을 주민은 '코를리에롱 / 코를리에론' (Corlierons / Corlierones)이라고 부른다.

## 지리
뷔제 지역에 속한 마을로, 벨레 아롱디스망, 플라토도트빌 캉통에 속해 있으며, 오트뷔제 복합공동체의 일원이다. 
평균고도가 781m에 달하는 발다랑 (Val d'Aranc) 고원에 위치해 있다. 북동쪽으로는 아보카 (Avocat) 산맥이 있어 최고고도가 1,014m에 달한다. 북쪽에는 쥐라산맥의 계곡 중 하나인 레퀼레 (reculées) 지형이 자리하고 있으며, 이곳에 푸주 폭포 (cascade de la Fouge)와 코를리에 공항 (altiport de Corlier)이 있다. 이곳으로 쥐쥐리외 마을로 향할 수 있다.

## 역사
옛 문헌 속에서는 'Corlieu'라고도 쓰며, 사람이 사는 곳을 뜻하는 켈트어 단어 'Cor'에서 유래했을 것으로 보인다.
11세기 말에는 사보이아 공국의 영토로 생랑베르앙뷔제 대수도원장의 소유였다. 12세기 들어 루즈몽 가문 (Rougemont)의 손에 넘어갔으며, 1274년 기욤 드 루즈몽이 형제 에티엔에게 팔아넘겼다.
1375년에는 에티엔의 아들 장 드 루즈몽 (Jean de Rougemont)이 투아르와 빌라르의 영주에게 충성을 바쳤다. 이에 브뢸의 장 2세 (Jean II du Breul)의 차남 브뢸의 위고냉 (Hugonin du Breul)이 코를리에의 영주가 되었다. 1381년 6월 11일에는 코를리에의 영주권이 레리외의 피에르 (Pierre de Layrieux)에게 완전히 넘어갔다.
17세기에는 느무르 궁작, 몽레알 공작, 샤티용 드 코르네유, 세르동의 바스티유 남작 등이 나누어 소유하였다. 영주의 성은 샹도르의 몽틸레 (Montillet de Champdor)에게 양도되었으며 프랑스 혁명 이후 봉건제 폐지에 따라 코뮌이 설치되었다.
2018년 11월 19일 오트빌 고원의 모든 코뮌이 오트뷔제 복합공동체로 통합되면서 이 코뮌도 해당 공동체에 속하게 되었다.

## 명소

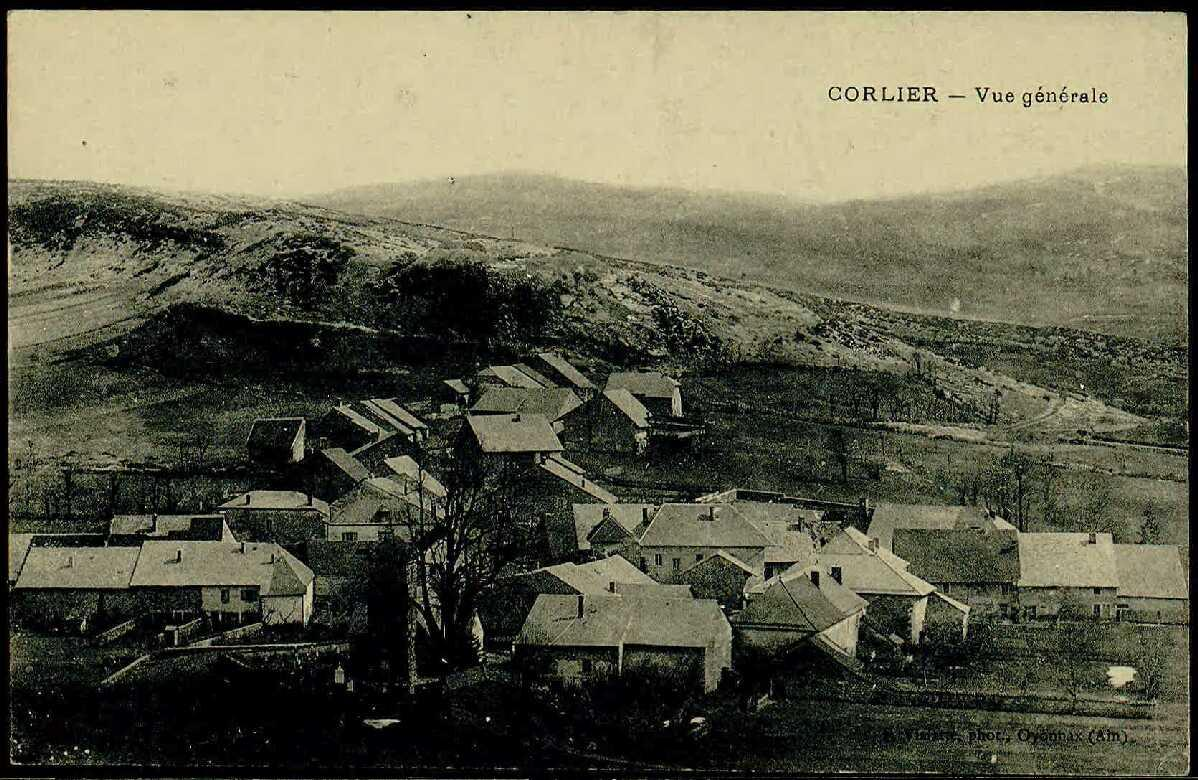
코를리에의 옛 풍경

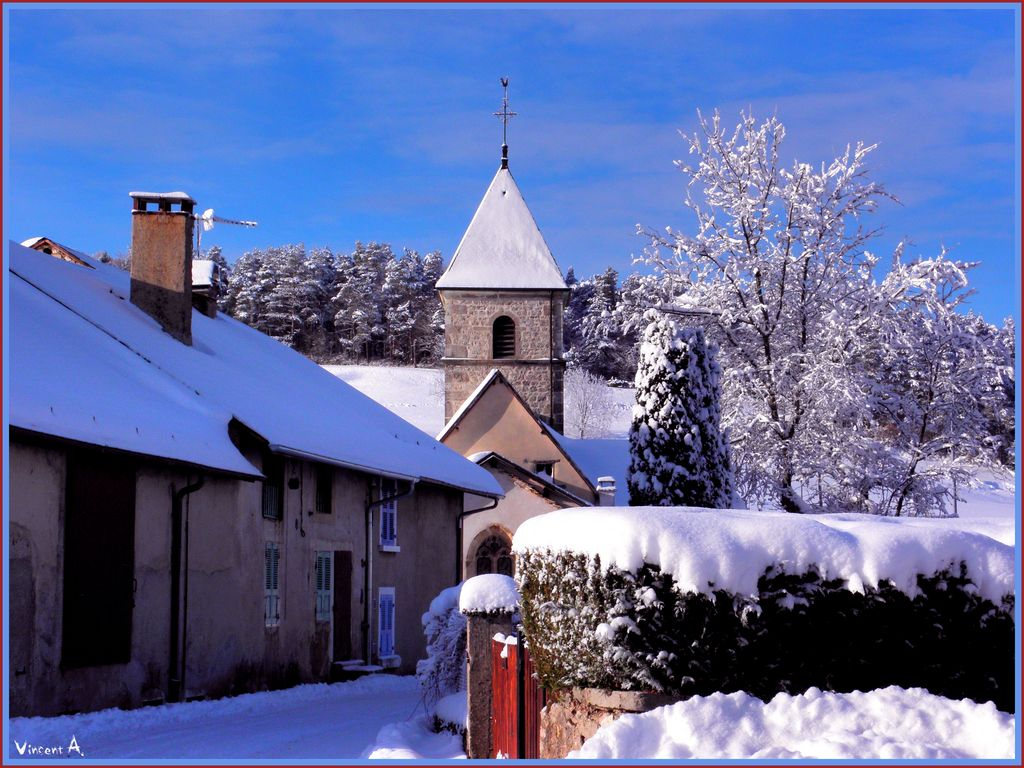
눈 덮인 코를리에 마을

### 영주의 성
코를리에의 807m 고도에 위치한 암반지대에 옛 영주의 성이 위치해 있었다. 12세기 사보이아 공국의 루즈몽 가문이 살던 곳으로 오늘날 흔적은 거의 남아 있지 않으며, 관련 문헌이 없어 그 규모도 알 수 없다. 1330년 롱네의 샤텔니 (châtellenie de Lompnès)에 따르면 석조를 가미한 나무 요새였던 것으로 추정된다. 바레성, 샤티용드코르넬성, 생마르탱뒤프렌성과 함께 사부아와 브레스의 경계를 이루는 요새였다.
도피네-사부아 전쟁이 한창이던 1330년에는 '레지낭' (Résinand)이라는 이름의 사부아군 부대가 이틀 동안 성을 점령하기도 했다. 생랑베르의 성주였던 엉베르 드 샤티용 (Humbert de Châtillon)가 10수를 내고 성을 되찾았다고 한다.
사부아군은 성 점령 과정에서 나무와 짚에 불을 붙여 성문을 불태웠다. 부활절이 되고 도피네군은 성을 복구하기 위해 라니외에 군대를 소집했지만 실행에 이르지는 못했다. 이때부터 성은 롱네 성주가 관리하게 되었다.
16세기~17세기 뷔제 지역이 프랑스 왕국에 합병되는 과정에서 파괴된 것으로 보이며, 지금은 그 자리에 성모상과 탑의 기단부가이 남아 있어 그 위치를 짐작케 한다.

### 요새 저택
1341년경에는 상술한 코를리에성에서 머지 않은 곳에 요새 저택이 지어졌다는 기록이 있다. 1344년과 1351년의 문헌에서도 여전히 남아있는 것으로 언급된다.
1454년에는 레스탕시 (Lestanchi)라는 이름의 또다른 요새 저택이 지어졌다. 1337년 기욤 드 루즈몽은 롱네 지역 영주권을 대가로 인근의 방앗간과 함께 이 저택을 사보이아 공에게 바친 것으로 기록이 남아있다.
코를리에성이 소실된 이후 이들 요새 저택이 성의 역할을 맡았다. 1776년 4월 27일 저택 수리를 위해 루즈몽가의 성에서 문과 창문을 해체했다는 기록이 남아 있다. 다만 이들 저택의 정확한 위치와 유적 존재 여부는 알려져 있지 않다.

### 기타

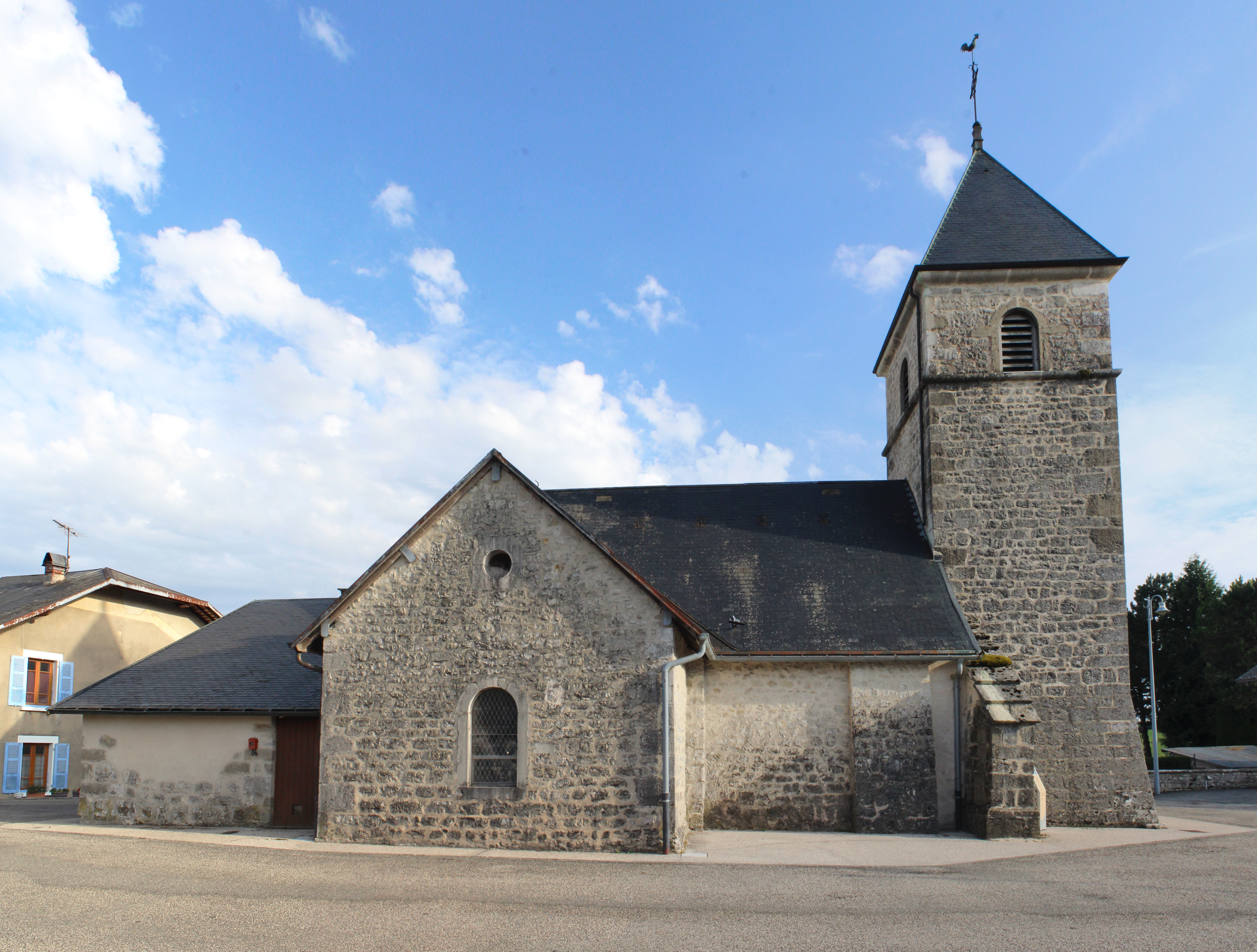
생아가트 교회

메를레 마을의 방앗간 (moulin de Merlet)은 제2차 세계 대전이 끝날 무렵까지 운영되고 있었으나 지금은 폐허로 남았다. 자린강 (Jarine)을 이루는 개울로부터 수력을 끌어와 운영하였다.
생아가트 교회 (Église Sainte-Agathe)는 마을의 오래된 교회로 1213년에 문헌에 처음 언급되어 여러번 개수를 거쳤다. 1655년, 1862년, 1866년 증축 공사를 거쳤으며 내부에는 오래된 프레스코화가 남아 있다.

## 같이 보기
- 앵주의 코뮌 목록